# St. Georg (Horn)

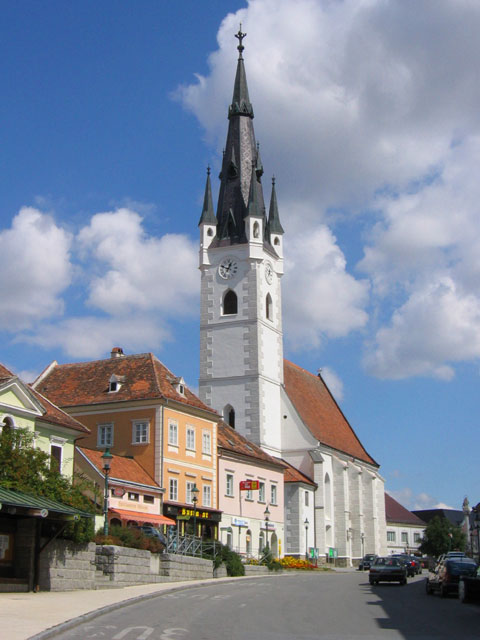
Neue Katholische Pfarrkirche hl. Georg in Horn in Niederösterreich

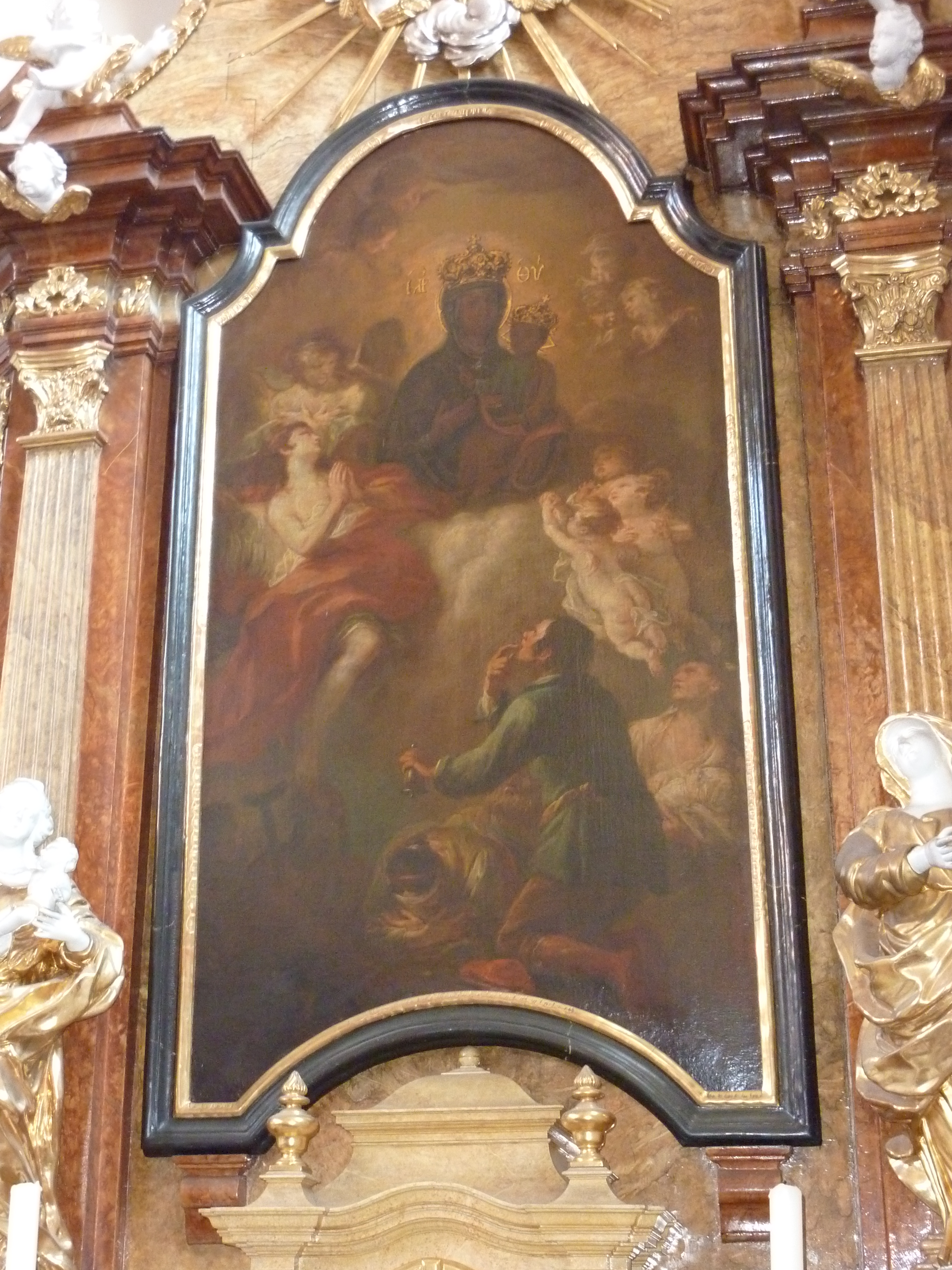
Rechtes Seitenaltarbild Schwarze Madonna von Altbrünn von Martin Johann Schmidt (1779)

Die Neue Pfarrkirche Horn steht als dominierender Bau auf dem Kirchenplatz in der Stadtgemeinde Horn im Bezirk Horn in Niederösterreich. Die dem heiligen Georg geweihte römisch-katholische heutige Pfarrkirche gehört zum Dekanat Horn in der Diözese St. Pölten. Die Kirche steht unter Denkmalschutz (Listeneintrag).

## Geschichte
Im Jahre 1529 ist der Vorgängerbau abgebrannt. Von 1594 bis 1597 wurde die Kirche von den Bauherren Reichard von Puchheim, seiner Mutter Elisabeth, Bürgermeister Dionys Zierckh und Schulmeister Veit Kunis als protestantische Saalkirche mit einer nachgotischen Außengliederung mit einem Westturm erbaut. 1620 erfolgte der Abbruch der zweigeschoßigen protestantischen Holzempore. Nach der Absetzung der Puchheim ging die Kirche 1621 an die Piaristen. 1680 erhielt die Kirche ein barockes Südportal, 1681 wurde eine Sakristei mit einem Oratorium angebaut. Eine neue Westempore nach den Plänen von Leopold Wißgrill wurde 1738 eingebaut. 1880 erfolgte eine Regotisierung und eine Erneuerung des Turmes. Von 1959 bis 1961 wurde die Empore und das Oratorium verändert.

## Architektur
Das Kirchenäußere zeigt sich mit einem Langhaus mit abgetreppten Strebepfeilern, Spitzbogenfenstern, gekehltem Traufgesims unter einem steilen Satteldach. Nordseitig nennt eine Inschriftplatte mit Rollwerkrahmung Dionisy Zierckh 1594. Das Südportal aus dem Ende des 16. Jahrhunderts hat kannelierte Pilaster auf hohen Löwenkopfpostamenten und ein dreiteiliges Gebälk mit Riemenwerkdekor und das original kassettierte Türblatt, in der Sturznische steht die barocke Figur Rosalia hinter einem Schmiedeeisengitter, die äußere Portalrahmung aus 1680 hat Pilaster vor Halbpilaster, Kranzgesims und einen volutenflankierenden Rechteckaufsatz mit Dreieckgiebel, in einer pilasterflankierenden Muschelnische steht die Figurengruppe Heiliger Wandel und im Dreieckgiebel Gottvater, auf den Voluten Joachim und Anna selbdritt. In den flankierenden Strebepfeilern sind Rundbogennischen mit den Figuren Rochus und Sebastian.
Der eingezogene niedrigere einjochige Chor mit einem abgeflachten gerundeten Schluss hat südlich Spitzbogenfenster und in der Apsisrundung zwei barocke Rundbogenfenster. Die östlich am Chorschluss anschließende Sakristei ist aus 1691. Nördlich am Chorjoch steht ein zweigeschoßiger Oratoriumsanbau.
Der fünfgeschoßige Turm, im Westen dem Langhaus vorgestellt, zeigt eine Eckquaderung, Spitzbogenfenster, und trägt ein hohes steiles Pyramidendach mit Ecktürmchen, ein gotisches Spitzbogenfenster mit Maßwerknasen im dritten Turmgeschoß ist aus 1880. Das westliche Turmportal ist rundbogig und zeigt Kämpfer. Links in der Turmecke befindet sich ein halbrunder Treppenturm mit einer Spindeltreppe.
Das Kircheninnere zeigt ein vierjochiges einschiffiges Langhaus unter einer Stichkappentonne mit einem durchgehenden Längsspiegel auf Gebälkkonsolen mit Knäufen, Spiegelfeld und Grate mit reich verziertem terrakottafarbigem Stuck.

## Ausstattung

### Innenraum
Die Ostwand ist mit Stuckmarmor retabelartig gegliedert und zeigt das Hochaltarbild Georg um 1730. Der rechte Rokoko-Seitenaltar zeigt das Ölbild Schwarze Madonna von Altbrünn gemalt von Martin Johann Schmidt (1779).

### Orgel

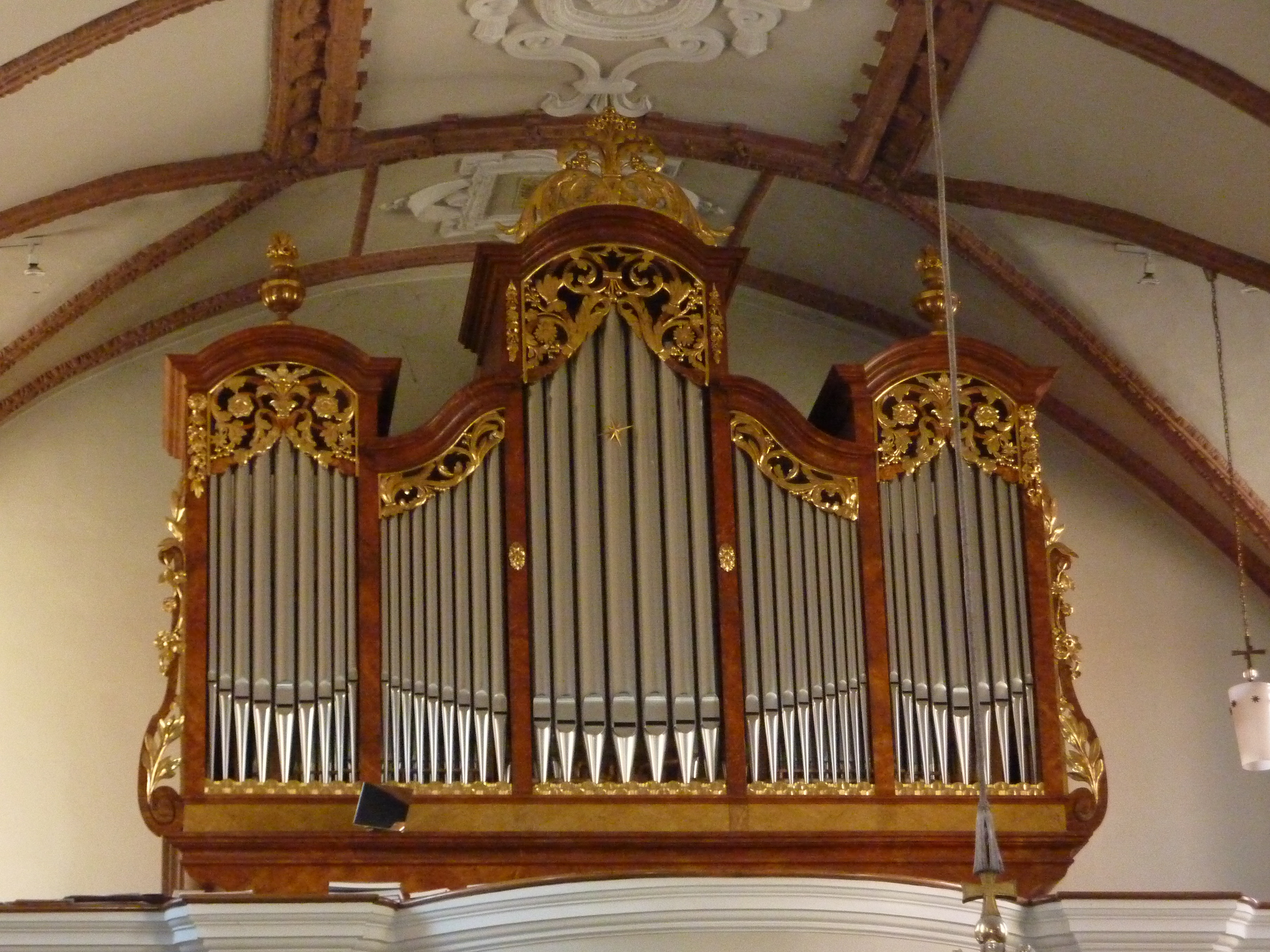
Anton und Johann Pfliegler-Orgel 1806, Werk: Orgelbau Felsberg 2003

Die Orgel wurde unter der Ägide von Anton Pfliegler entworfen und gebaut. Nachdem er am 25. Juni 1805 in Wien verstorben war, vollendete sein Sohn Johann Pfliegler das Werk im Jahr 1806. Das Gehäuse wurde nach Pflieglers Angaben vom Horner Tischlermeister Mathias Manazeder angefertigt, die Fassung und Vergoldung nahm der Maler Franz Tischler vor. 1914 schufen die Gebrüder Rieger im historischen Gehäuse ein neues Werk mit pneumatischer Traktur. Im Jahr 2003 wurde die Rieger-Orgel durch einen Neubau durch die Orgelbau Felsberg ersetzt, das auf drei Manualen und Pedal 31 klingende Register aufweist.
Disposition
| I Hauptwerk C–g3 |              |       |
| 1.               | Bordun       | 16′   |
| 2.               | Principal    | 8′    |
| 3.               | Gedacktflöte | 8′    |
| 4.               | Spitzgamba   | 8′    |
| 5.               | Octav        | 4′    |
| 6.               | Blockflöte   | 8′    |
| 7.               | Quinte       | 2 ⁄3′ |
| 8.               | Superoctav   | 2′    |
| 9.               | Mixtur V     | 1 ⁄3′ |

| II Schwellwerk C–g3 |                  |    |
| 10.                 | Flöte            | 8′ |
| 11.                 | Gambe            | 8′ |
| 12.                 | Schwebung        | 8′ |
| 13.                 | Traversflöte     | 4′ |
| 14.                 | Schweizer Pfeife | 2′ |
| 15.                 | Horn             | 8′ |
| 16.                 | Oboe             | 8′ |

| III Positiv C–g3 |                |                |
| 17.              | Holzgedackt    | 8′             |
| 18.              | Principal      | 4′             |
| 19.              | Metallgedeckt  | 4′             |
| 20.              | Gemshorn       | 2′             |
| 21.              | Sesquialter II | 2 ⁄3′ + 1 3⁄5′ |
| 22.              | Quintflöte     | 1 ⁄3′          |
| 23.              | Scharff        | 1′             |
| 24.              | Dulcian        | 8′             |

| Pedal C–f1 |                |        |
| 25.        | Subbass        | 16′    |
| 26.        | Principalbass  | 8′     |
| 27.        | Quintbass      | 5 1⁄3′ |
| 28.        | Octavbass      | 4′     |
| 29.        | Hintersatz III | 2 ⁄3′  |
| 30.        | Fagott         | 16′    |
| 31.        | Posaune        | 8′     |

- Koppeln:
  - Normalkoppeln: II/I, III/I, I/P, II/P, III/P.
  - Superoktavkoppel: II/P
- Tremulant: I/III
- Tremulant: II
- Zymbelstern

### Glocken
Im Turm der Kirche hängen vier Glocken. Die drittgrößte aus dem Jahr 1483 wird auch Margaretenglocke genannt, sie stammt aus der Pfarrkirche Krumau am Kamp.
| Nr. | Schlagton | Gewicht in Kg | Durchmesser in cm | Gießer                    | Gussjahr |
| --- | --------- | ------------- | ----------------- | ------------------------- | -------- |
| 1   | f¹        | 891,4         | 112               | Glockengießerei Pfundner  | 1954     |
| 2   | gis¹      | 508,8         | 96                | Glockengießerei Pfundner  | 1954     |
| 3   | cis²      | 239           | 71                | ?                         | 1483     |
| 4   | dis²      | 123           | 60                | Johann Gottlieb Jennichen | 1827     |